# Pointe du Vallonnet
Pointe du Vallonnet – szczyt w Alpach Graickich, części Alp Zachodnich. Leży we wschodniej Francji w regionie Owernia-Rodan-Alpy. Należy do masywu Vanoise. Szczyt można zdobyć ze schroniska Refuge du Grand Bec (2405 m). Należy do Parku Narodowego Vanoise.